# Opogona flavofasciata
Opogona flavofasciata är en fjärilsart som beskrevs av Henry Tibbats Stainton 1859. Opogona flavofasciata ingår i släktet Opogona och familjen äkta malar. Inga underarter finns listade i Catalogue of Life.